# Medal „Za Zasługi dla Ligi Obrony Kraju”
Medal „Za Zasługi dla Ligi Obrony Kraju” – odznaczenie okresu PRL ustanowione w 1979 jako najwyższe wyróżnienie dla działaczy społecznych i osób, które przyczyniły się do rozwoju Ligi Obrony Kraju. Odznaczenie trzystopniowe (złote, srebrne i brązowe).

## Opis medalu
Medal ma kształt krążka o średnicy 32 mm, wykonanego z metalu pozłacanego, posrebrzanego lub patynowanego w zależności od stopnia odznaczenia. Na awersie znajduje się pięcioramienny, gwiaździsty krzyż na tle pięcioboku foremnego. Na tle krzyża znajduje się owal, na którym umieszczono napis: „ZA ZASŁUGI DLA LIGI OBRONY KRAJU”, a w jego środku orła trzymającego w szponach litry „LOK”.
Na rewersie znajduje się tarcza, wewnątrz której znajduje się napis: „SPOŁECZNY / TRUD / OBRONNOŚĆ / KRAJU”. W dolnej części tarczy znajdują się dwie skrzyżowane ze sobą gałązki lauru i dębu.
Medal zawieszony jest na wstążce o szerokości 34 mm, składającej się z pionowych pasów białego i czerwonego, pomiędzy którymi znajduje się węższy (8 mm) pas niebieski.

## Odznaczeni
| Baretki Medalu „Za Zasługi dla Ligi Obrony Kraju” | Baretki Medalu „Za Zasługi dla Ligi Obrony Kraju” | Baretki Medalu „Za Zasługi dla Ligi Obrony Kraju” |
| ------------------------------------------------- | ------------------------------------------------- | ------------------------------------------------- |
| Medal Złoty                                       | Medal Srebrny                                     | Medal Brązowy                                     |